# Moment (geochronologia)
Moment – formalna jednostka geochronologiczna, niższa rangą od chronu.  Rzadko stosowana. Odpowiednik chronohoryzontu w skali chronostratygraficznej.